# Stracciatella (lody)

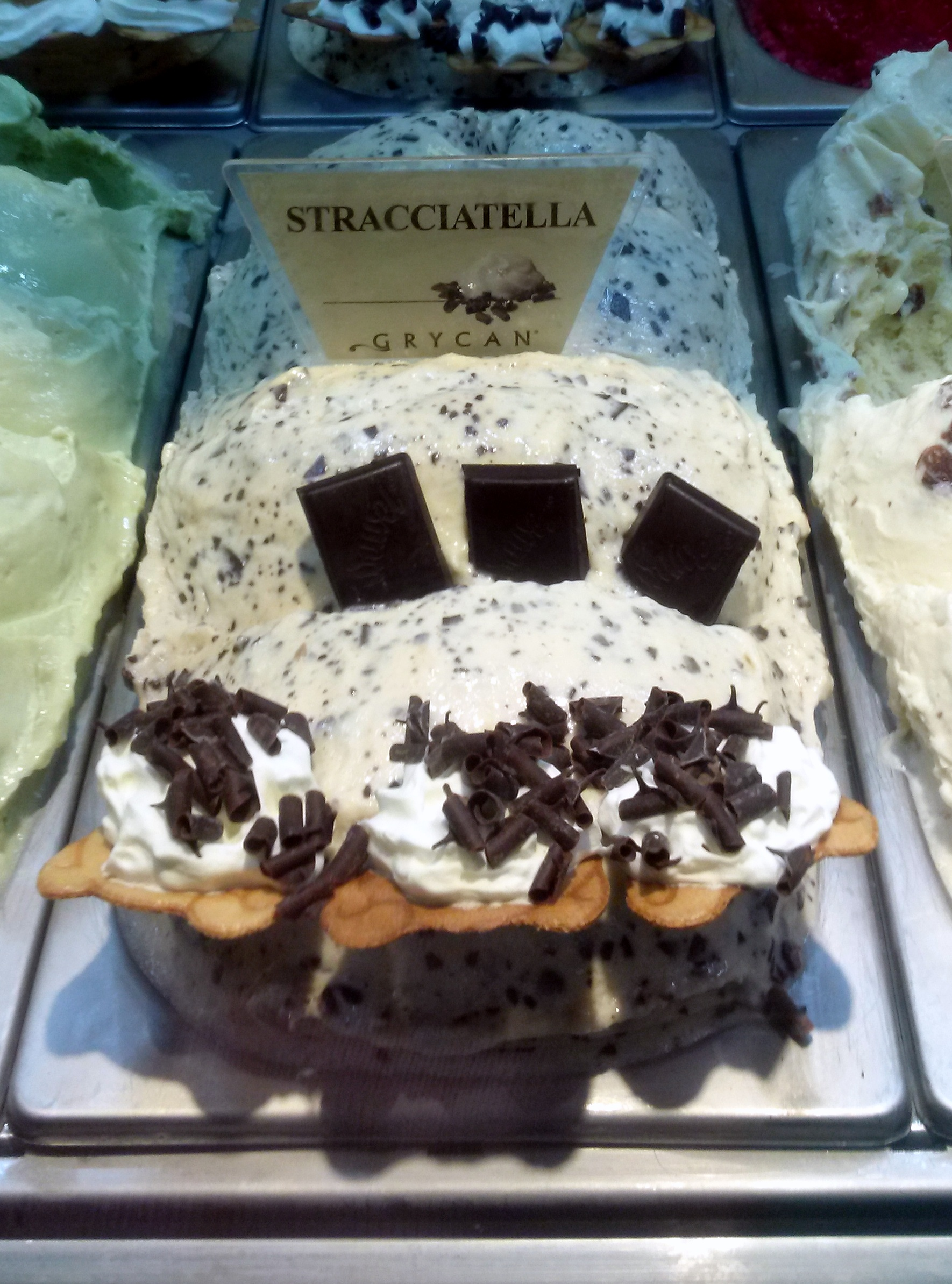
Lody Stracciatella

Stracciatella – lody waniliowe lub śmietankowe z kawałeczkami czekolady, popularne we Włoszech.
Nazwa pochodzi od włoskiego słowa stracciato (l.mn. stracciate, imiesłów czasu przeszłego od czasownika stracciare – rozrywać, drzeć na kawałki).